# Сантамария, Хуан
Хуан Сантамари́я (исп. Juan Santamaría; 29 августа 1831, Алахуэла, Коста-Рика, — 11 апреля 1856, Ривас, Никарагуа) — национальный герой Коста-Рики. В память о его смерти существует национальный праздник День Хуана Сантамария, который празднуется 11 апреля.
Когда американский флибустьер Уильям Уокер сверг правительство Никарагуа и попытался захватить и остальные страны Центральной Америки, включая Коста-Рика, для формирования рабовладельческой империи, президент Коста-Рики Хуан Рафаэль Мора Поррас призвал население взяться за оружие и отправиться на север, в Никарагуа, для борьбы с захватчиками. Сантамария, бедный рабочий из не очень благополучной семьи, пошёл в армию барабанщиком. Знакомые прозвали его «el erizo» («ёж»), так как его волосы были постоянно приподняты.
После изгнания войск Уокера из Коста-Рики костариканцы продолжили путь на север и 8 апреля 1856 года достигли никарагуанского города Ривас. Произошла битва, известная как «Вторая битва у Риваса». Столкновение было очень жестоким, и костариканцам долгое время не удавалось нейтрализовать группу стрелков Уокера, засевших на очень выгодной позиции в деревянном форте, недалеко от центра города.
11 апреля генерал Хосе Мария Каньяс выдвинул идею послать одного солдата поджечь форт факелом. Многим это не удавалось. Затем Сантамария добровольно, при условии, что в случае его смерти кто-то будет заботиться о его матери, решился попробовать. Хуана задели вражеские пули, но он смог, падая, бросить факел в угловую башню форта, тем самым внеся решающий вклад в победу Коста-Рики у Риваса. До сих пор точно неизвестно, погиб ли Хуан на поле боя, существуют даже свидетельства, что он умер от холеры в госпитале.
В ноябре 1857 года его матери была присуждена государственная пенсия. В конце XIX века многие политики Коста-Рики использовали фигуру Хуана Сантамария и всю войну в целом для осуществления политики национализма.

## Мемориалы
- Статуя в парке его имени в центральном кантоне Алахуэла
- Музей (ранее был гарнизоном) в том же городе
- Статуя перед конгрессом в Сан-Хосе

Его имя носит международный аэропорт Сан-Хосе.